# Zlatko Hasanbegović
Zlatko Hasanbegović (Zágráb, 1973. június 14.) horvát történész és politikus, 2016-ban Tihomir Orešković kormányának kulturális minisztere, a zágrábi közgyűlés tagja és a Függetlenek Horvátországért párt egyik alapítója is.
Történészként Hasanbegović érdeklődési köre a modern horvát ideológiák, különösen a pravaštvo (horvát nacionalista ideológia) és az iszlámhoz való viszonya Horvátországban és Bosznia-Hercegovinában a 19. és 20. században. Kutatási területei a horvát polgári kultúra muszlim elemei 1945-ig, a politikai pártok kapcsolatai, valamint a vallási és nemzeti kapcsolatok Bosznia-Hercegovinában az osztrák-magyar megszállástól a kommunista hatalomátvételig. Az Ivo Pilar Bölcsészettudományi Intézet munkatársa volt. 2019-től a Blokk Horvátországért politikai párt elnöke.

## Élete és pályafutása

### Származása
Zlatko Hasanbegović 1973. június 14-én született Zágrábban, bosnyák származású szülők, a bosanska gradiškai Ibrahim Hasanbegović, és a gračanicai Zumreta Prohić gyermekeként. Anyja családja Gračanicából (a mai Bosznia-Hercegovina) költözött a horvát fővárosba, Zágrábba 1941-ben. Anyai nagyapja, Sabrija Prohić gazdag iparos volt, birtokokkal szerte az egykori Jugoszláv Királyságban. A második világháború alatt a Prohić család segített elrejteni egy gračanicai zsidó lányt a zágrábi házukban. Hasanbegović nagyszüleit, Sabrija és Safeta Prohićot, valamint nagynénjét és nagybátyját, Esmát és Avdo Prohićot Izrael 2018-ban posztumusz a Világ Igazának ismerte el. Hasanbegovićnak megtiltották, hogy részt vegyen a díjátadó ünnepségen. A háború után devizacsempészettel vádolták, és a kommunisták letartóztatták őket. Sabrija Prohić megpróbált Argentínába szökni, de elkapták, majd osztályellenségként megölték, miközben teljes vagyonukat elkobozták.

### Történészi pályafutása
Hasanbegović az általános iskolát és a középiskolát Zágrábban végezte, majd beiratkozott a Zágrábi Egyetem Bölcsészet- és Társadalomtudományi Karára, ahol történelem szakon szerzett diplomát. Ugyanezen a karon szerzett doktori fokozatot 2009-ben történelem szakon Ivo Goldstein irányításával.
Tanulmányai befejeztével az Ivo Pilar Társadalomtudományi Intézet tudományos munkatársaként dolgozott. A Pilar folyóirat szerkesztője, a zágrábi Majlis muszlim közösség végrehajtó bizottságának tagja, a Bleiburgi halálmenet megemlékezés felügyelő bizottságának elnöke, a bleiburgi megemlékezés főszervezője, a kommunizmus áldozatainak azonosítását célzó különféle kezdeményezések társszerzője volt. Kutatási területei a modern horvát nacionalista ideológia, különösen a Jogok Pártja és mai ágai, az iszlám Horvátországban és az iszlám Bosznia-Hercegovinában a 19. és 20. században. Hasanbegović kutatta a horvát polgári kultúra muszlim összetevőit Horvátországban 1945-ig, Bosznia-Hercegovinában pedig az 1878-as osztrák-magyar uralom óta a kommunista hatalomátvételig, valamint az 1940-es években a politikai és etnovallási viszonyokat.
Hasanbegović számos esszé horvát fordítását publikálta. Ilyenek voltak „A demokrácia és egyenlőség ellen: az európai új jobboldal” Tomislav Sunićtól, „A holokausztipar” Norman Finkelsteintől, „Az intellektuális terrorizmus” Jure Vujićtól, „A kommunizmus és nácizmus” Alain de Benoist-tól és a „Wahhabizmus: Egy kritikai esszé” Hamid Algartól.

### Ifjúkori kilengései
1996-ban Hasanbegović legalább két cikket írt a fasiszta Független Horvát Államról (NDH) elnevezett Nezavisna Država Hrvatska folyóiratban, amelyben az usztasákat hősként és mártírként dicsőítette. A magazint a szélsőjobboldali Horvát Felszabadítási Mozgalom (HOP) szerkesztette, és Hasanbegovićot fiatal HOP-tagként írták le benne. Hasanbegović húsz évvel később 1996-os szövegeit kommentálva kijelentette, hogy az usztasák bűnei a horvát nép történetének „legnagyobb erkölcsi bukását” jelentik, majd hozzátette: „Több mint 20 évvel ezelőtt teljesen periférikus kijelentéseket használtam, amelyeket diákként tettem,  szövegkörnyezetből való kiragadásuk pedig nem más, mint politikai manipuláció.” Azt is tagadta, hogy valaha is tagja lett volna a Horvát Felszabadítási Mozgalomnak.
1993-ban Hasanbegović pózolt egy fényképen a Horvát Jogok Pártja félkatonai szervezetének (1991–1992) rendezvényén, Splitben a Horvát Védelmi Erők (HOS) 9. zászlóaljának sapkáját viselve, amelyen egy állítólagos usztasa milicia jelvény volt látható. A fénykép 2016-ban történő újbóli, a horvát médiában való megjelenése nagy visszhangot váltott ki. Hasanbegović tagadta, hogy usztasa sapkát viselt, azt állítva, hogy a fényképet manipulálták, és a HOS fekete sapkáját viselte. A 9. HOS zászlóalj egyes tagjai hasonló vagy azonos, usztasa jelvényes sapkát, viseltek az 1990-es években összejöveteleik során.
1998-ban részt vett a zágrábi Horvát Nemesek Terének Fasizmus Áldozatainak Terére történő átnevezése ellen fasiszta pártok által szervezett demonstrációkban. Hasanbegović megjegyezte, hogy nem áll kapcsolatban a tüntetések szervezőivel, és a kilencvenes években minden zágrábi tüntetéshez csatlakozott.

### Politikusi pályafutása
Hasanbegović fiatal korában lépett politikába, amikor a Horvátországi Tiszta Jogok Pártjának (HČSP) tagja volt. 2015-ben csatlakozott a Horvát Demokratikus Közösséghez (HDZ). 2015. május 8-án  a horvát rádió „Otvoreno” című műsorában Hasanbegović kijelentette, hogy az antifasizmus nem szerepel Horvátország alkotmányának alapjaiban; „A horvát szabadságharc az egyetlen olyan háború a 20. században, amelyből a horvátok igazi győztesként kerültek ki, és az egyetlen alap, amelyre Horvátországot fel kell építeni. A múlt szellemei és goblinjai állandó szakadást és végtelen vitát fognak okozni. Antifasizmus nem Horvátország alapja, hanem olyan közhely, aminek nincs alapja az alkotmányszövegben, és nem is említik sehol.” 
A Parlament alelnöke és az alkotmányjog professzora, Robert Podolnjak, a kormányzó Független Listák Hídja párt tagja sok más mellett azt állította, hogy az antifasizmus a horvát alkotmány alapja. Hasanbegović elmondta, hogy az antifasizmussal kapcsolatos megjegyzései a jugoszláv totalitárius hagyatékkal és a titoizmussal kapcsolatosak: „Mindenki, aki visszaél az antifasizmus fogalmával, amely képlékeny lehet, ahogy az a történészek számára jól ismert, tudja, hogy különböző jelentései vannak. Sztálin, Tito, Pol Pot és az amerikai Patton tábornok is antifasiszták voltak. Mindenki tudja, hogy ezek különböző személyek. Nem absztrakt antifasizmusról beszélünk, hanem a sajátos jugoszláv kommunista totalitárius örökségről.”
Politikai megnyilvánulásait a média jobboldalinak vagy szélsőjobboldalinak minősítette.

### Kulturális miniszterként
Hasanbegovićot 2016. január 22-én nevezte ki kulturális miniszternek Tihomir Orešković miniszterelnök. Erre reagálva a kulturális munkások egy része elsősorban az antifasizmussal kapcsolatos megjegyzései és a kultúra menedzselésében tapasztalt hiányosságai miatt fejezte ki elégedetlenségét. A 70 civil szervezetet tömörítő Platform 112 civil kezdeményezés az új kormány elfogadásának napján tüntetést tartott a Parlament épülete előtt, és arra buzdította a képviselőket, hogy Hasanbegović miatt szavazzanak Tihomir Orešković kabinetje ellen. A Horvát Újságírók Szövetsége közleményt adott ki, amelyben határozottan ellenezték Hasanbegović kulturális miniszteri jelölését. Az izraeli székhelyű Simon Wiesenthal Központ sürgette Horvátország kormányát Hasanbegovićot távolítsa el mondván, hogy megvetően viszonyult a horvát fasizmussal szembeni második világháború alatti ellenálláshoz. A Horvát Helsinki Bizottság (HHO) és a Matica hrvatska EU 1481 kezdeményezése megalapozatlannak minősítette a Hasanbegović elleni vádakat. Hasanbegović kijelentette, hogy az ellene irányuló tiltakozásokat semmilyen tény nem támasztja alá, azok csak különböző kijelentéseinek szelektív felhasználásán alapulnak. Ebben az időszakban jelent meg egy 2012-es videó, amelyben nyíltan úgy hivatkozik a náci Független Horvát Állam (NDH) leverésére, mint Horvátország „legnagyobb nemzeti tragédiájára és vereségére”. Hasanbegović a videóval kapcsolatban azt mondta, nem kér bocsánatot a szavaiért.
Miniszteri működése kezdetén egyik első lépéseként bejelentette, hogy nincs szükség a nonprofit médiák állami finanszírozásának folytatására. Az Újságírók Nemzetközi Szövetsége és az Európai Újságírók Szövetsége csatlakozott horvátországi szervezeteihez, a HND-hez és a Horvát Újságírók Szakszervezetéhez (Sinoh) és elítélte a döntést. Ugyancsak elítélte azt, hogy Hasanbegović feloszlatta a nonprofit médiával foglalkozó szakértői bizottságot annak mandátumának lejárta előtt.
A 2016-os új költségvetés értelmében a horvát kormány leállította bizonyos kulturális projektek és nonprofit médiák finanszírozását, amelyeket Hasanbegović „kenőpénznek” minősített, hozzátéve, hogy az adófizetők pénzét a továbbiakban nem osztják szét sem a baloldali, sem a jobboldali médiának átláthatatlan módon. Májusban együttműködési megállapodást írt alá Balog Zoltán magyar miniszterrel. A HDZ 17. kongresszusán Hasanbegovićot beválasztották a HDZ elnökségébe, és ő kapta a legtöbb szavazatot.
Miután a horvát parlament támogatta az Orešković miniszterelnök elleni bizalmatlansági indítványt, az egész kabinet lemondott, a parlament pedig feloszlatta magát, ami új választásokhoz vezetett. A 2016-os parlamenti választáson Hasanbegovićot a HDZ jelöltjeként beválasztották a parlamentbe. Ezt követően a HDZ újonnan megválasztott elnöke, Andrej Plenković új kormányt alakított, de az új kulturális miniszter már nem Hasanbegović, hanem Nina Obuljen Koržinek lett.

### Későbbi politikai karrierje
2017 májusában Hasanbegović úgy döntött, hogy a HDZ hivatalos jelöltje ellen induló Bruna Esih független listáján vesz részt a zágrábi önkormányzati választáson. Hasanbegović bírálta a HDZ vezetőjét, Andrej Plenkovićot is, mondván, hogy útja „rossz és erkölcsi ingoványba vezet”. A HDZ hamarosan bejelentette, hogy Hasanbegovićot eltávolították a pártból. A független lista a szavazatok 8,23%-át szerezte meg a helyi választásokon, és Hasanbegović a zágrábi közgyűlés tagja lett. A választásokat követően Hasanbegović és Esih új politikai pártot alapított „Neovisni za Hrvatsku” (Függetlenek Horvátországért) névvel. Az új párt Milan Bandić hivatalban lévő polgármesterrel együtt többséget szerzett a közgyűlésben. Feltétele az volt, hogy a zágrábi Tito marsall tér nevét Horvát Köztársaság térre változtatják.
2019-ben az Esih-vel való szakítást követően az újonnan alapított „Blok za Hrvatsku” (Blokk Horvátországért) politikai párt elnöke lett.

## Publikációi
- Muslims in Zagreb, 1878-1945. The Era of the Foundation; Majlis of the Islamic Community Zagreb - Institute of Social Sciences "Ivo Pilar", Zagreb, 2007.
- Yugoslav Muslim Organisation 1929-1941 (In War and Revolution 1941-1945); Bosniac National Community - Institute of Social Sciences "Ivo Pilar" – Majlis of the Islamic Community Zagreb, Zagreb, 2012.

## Fordítás
Ez a szócikk részben vagy egészben  a   Zlatko Hasanbegović című angol Wikipédia-szócikk ezen változatának fordításán alapul.  Az eredeti cikk szerkesztőit annak laptörténete sorolja fel. Ez a jelzés csupán a megfogalmazás eredetét és a szerzői jogokat jelzi, nem szolgál a cikkben szereplő információk forrásmegjelöléseként.